# Zoropsidae
Zoropsidae  (лат.) — семейство аранеоморфных пауков из надсемейства Lycosoidea. 

## Распространение
Распространены в Южной Африке, Австралии и Новой Зеландии, Японии, Корее и части Китая. Один вид обитает в Центральной Европе. Вид Zoropsis spinimana был завезён на западное побережье США и в Центральную Европу.

## Описание
Крупные пауки (до 20 мм) с овальной головогрудью и удлиненным брюшком. 8 глаз расположены в два ряда: передний ряд прямой, задний — сильно изогнутый. Ноги достаточно длинные и толстые, с многочисленными шипами. 
Обитают под камнями и под корой. Плетут неправильную или трубчатую ловчую сеть.

## Таксономия
По данным Всемирного каталога пауков на 8 августа 2017 года семейство включает 178 видов, объединяемых в 26 родов:
- Akamasia Bosselaers, 2002
- Anachemmis Chamberlin, 1919
- Austrotengella Raven, 2012
- Birrana Raven & Stumkat, 2005
- Cauquenia Piacentini, Ramírez & Silva, 2013
- Ciniflella Mello-Leitão, 1921
- Devendra Lehtinen, 1967
- Griswoldia Dippenaar-Schoeman & Jocqué, 1997
- Hoedillus Simon, 1898
- Huntia Gray & Thompson, 2001
- Itatiaya Mello-Leitão, 1915
- Kilyana Raven & Stumkat, 2005
- Krukt Raven & Stumkat, 2005
- Lauricius Simon, 1888
- Liocranoides Keyserling, 1881
- Megateg Raven & Stumkat, 2005
- Phanotea Simon, 1896
- Pseudoctenus Caporiacco, 1949
- Socalchemmis Platnick & Ubick, 2001
- Takeoa Lehtinen, 1967
- Tengella Dahl, 1901
- Titiotus Simon, 1897
- Uliodon L. Koch, 1873
- Wiltona Koçak & Kemal, 2008
- Zorocrates Simon, 1888
- Zoropsis Simon, 1878